# Hans-Peter Gies
Hans-Peter Gies (né le 9 mai 1947 à Berlin) est un athlète allemand, spécialiste du lancer du poids.

## Biographie
Il remporte la médaille de bronze du lancer du poids lors des championnats d'Europe de 1969, à Athènes.
Concourant sous les couleurs de la République démocratique allemande, il participe aux Jeux olympiques de 1972 à Munich, où il termine au pied du podium du lancer du poids. À égalité avec son compatriote Hartmut Briesenick avec 21,14 m, les deux hommes sont départagés au titre du deuxième meilleur lancer. Il termine cinquième des Jeux olympiques de 1976.
Il remporte trois titres de champion d'Allemagne de l'Est en 1969, 1972 et 1974.
Le 28 juin 1969, à Budapest, il établit un nouveau record d'Europe du lancer du poids avec 20,64 m, améliorant de 15 cm la meilleure performance continentale de son compatriote Heinz-Joachim Rothenburg.

### Palmarès
| Date | Compétition           | Lieu     | Résultat | Épreuve         | Performance |
| ---- | --------------------- | -------- | -------- | --------------- | ----------- |
| 1969 | Championnats d'Europe | Athènes  | 3e       | Lancer du poids | 19,78 m     |
| 1972 | Jeux olympiques       | Munich   | 4e       | Lancer du poids | 21,14 m     |
| 1976 | Jeux olympiques       | Montréal | 5e       | Lancer du poids | 20,47 m     |

### Records
| Épreuve         | Performance | Lieu | Date |
| --------------- | ----------- | ---- | ---- |
| Lancer du poids | 21,31 m     |      | 1972 |